# Хованский, Иван Андреевич Кривой
Князь Иван Андреевич Хованский по прозванию Кривой — сын боярский и воевода во времена правления Ивана IV Васильевича Грозного.
Из княжеского рода Хованские. Сын князя и воеводы Андрея Фёдоровича Хованского-Кривого. Имел сестру впоследствии канонизированную Русской православной церковью, княжну Ефросинью Андреевну (ум. 1569) — супруга князя Андрея Ивановича и мать князя Владимира Андреевича Старицкого.
Прозвание — Кривой получил по прозванию деда и отца.

## Биография
В 1537 году сидел в Думе родного дяди царя Ивана Грозного — князя Андрея Ивановича. В марте 1544 года в числе первых воевод третьего Большого полка, участвовал в Казанском походе на луговую черемису. В апреле 1549 года второй воевода шестой правой руки войск в походе против шведов. В сентябре 1551 года первый воевода седьмого Сторожевого полка в Полоцком походе. В связи с родством сестры с князем Андреем Ивановичем Старицким, подвергнут опале и в дальнейшем сведений о нём нет.
Год смерти неизвестен. Перед своей кончиной приказал передать монастырю своё село Черленково на реке Руза с восемью деревнями.
По родословной росписи показан бездетным.

## Критика
П. В. Долгоруков в своей Российской родословной книге князя Ивана Андреевича Хованского-Кривого не показывает, но он упомянут среди князей Хованских в родословной книге из собрания М. А. Оболенского , а также у историка и генеалога М. Г. Спиридова и историка П. С. Шереметьева в книге «О князьях Хованских».